# Walzbachtal
Walzbachtal – miejscowość i gmina w Niemczech, w kraju związkowym Badenia-Wirtembergia, w rejencji Karlsruhe, w regionie Mittlerer Oberrhein, w powiecie Karlsruhe. Leży w Kraichgau, ok. 15 km na wschód od Karlsruhe, przy drodze krajowej B293.